# Saint-Laurent-sur-Othain
 Saint-Laurent-sur-Othain  es una población y comuna francesa, en la región de Lorena, departamento de Mosa, en el distrito de Verdún y cantón de Spincourt.

## Demografía
| 484 | 452 | 442 | 432 | 377 | 370 |
| Para los censos de 1962 a 1999 la población legal corresponde a la población sin duplicidades (Fuente: INSEE [Consultar]) |     |     |     |     |     |